# Кабезон оливковий
Кабезон оливковий (Semnornis frantzii) — вид дятлоподібних птахів родини Semnornithidae.

## Етимологія
Латинська назва виду вшановує німецького натураліста Александера фон Франціуса (1821—1877)

## Поширення
Вид поширений у дощових гірських лісах у Коста-Риці та на заході Панами.

## Опис
Довжина крила — 8-10 см, хвоста — 6-7 см, дзьоба — 1,7-2,1 см. Вага птаха — 67 г. Верхня частина тіла темно-оливкового забарвлення. Лоб, верх голови і щоки коричнево-оливкового кольору. У самців на потилиці є невеликий чорний чубчик. Горло і груди оливково-коричневого кольору. Боки блідо-сірого забарвлення. Гузно і нижня частина черева жовтувато-білого кольору. Хвіст коричнево-оливкового забарвлення зверху та жовтуватого кольору знизу. Дзьоб міцний, загострений. Забарвлення дзьоба від сріблясто-сірого до синюватого. Основа дзьоба у самців забарвлена в чорний колір.

## Спосіб життя
Птах живе у хмарних лісах. Живиться плодами дерев та епіфітів. Живуть оливкові кабезони парами. Парування відбувається у березні-травні. Гніздо будують у дуплах дерев. У гнізді 4-5 яєць.